# Рулевая рубка
Рулева́я ру́бка — помещение на корабле, являющееся главным постом управления судном. Из рубки происходит наблюдение за обстановкой, управление движением судна и системами.

## Описание
Когда корабль на ходу, в рубке находятся рулевой и вахтенный помощник капитана или же сам капитан судна. Для того, чтобы был лучший обзор, рулевая рубка расположена на верхнем ярусе судовой надстройки; рубку, по крайней мере, с трёх сторон оборудуют иллюминаторами; их часть на лобовой стене также снабжена стеклоочистителями. Также в рубке есть:
- Приборы управления кораблём (такие как штурвал рулевого управления, выключатели подруливающего устройства)
- Приборы, осуществляющие контроль за выполнением тех или иных манёвров (например, тахометр, индикаторы лага, курсоуказатель)
- Приборы ориентирования корабля и наблюдения за обстановкой (компас, экран радиолокатора, указатель эхолота)
- Приборы состояния корабля (осадкомер, кренометр, индикаторы пожарной сигнализации)
- Средства внутрисудовой и ближней внешней связи[1]

На несамоходных судах в рулевой рубке располагают пост рулевого и штурвал для управления кораблём. На современных судах рубку обычно объединяют со штурманской рубкой в единую комнату (в таких случаях называют «ходовой рубкой») с отдельной зоной для работы судоводителя, имеющей карты и навигационные пособия как днём, так и ночью.